# Basketbol Süper Ligi 2021-22
La Basketbol Süper Ligi 2021-22 fue la edición número 56 de la Basketbol Süper Ligi, la máxima competición de baloncesto de Turquía. La temporada regular comenzó el 25 de septiembre de 2021 y los playoffs acabaron el 13 de junio de 2022. El campeón fue el Fenerbahçe Beko, que lograba su décimo título.

## Equipos temporada 2021-22
El 2 de mayo de 2021, el Merkezefendi Belediyesi Denizli Basket ascendió a la BSL como campeón de la Türkiye Basketbol 1. Ligi, la segunda división del país. Será su primera temporada en la máxima categoría. Por su parte, el Semt77 Yalovaspor ascendió a la BSL también por primera vez en la historia del club, tras ganar los play-offs de la TBL.
Los equipos del OGM Ormanspor y el Lokman Hekim Fethiye Belediyespor desendieron tras acabar en las dos últimas posiciones de la Basketbol Süper Ligi 2020-21.
| Equipo                         | Ciudad         | Pabellón                           | Capacidad |
| ------------------------------ | -------------- | ---------------------------------- | --------- |
| Afyon Belediye                 | Afyonkarahisar | Afyon Atatürk Sports Hall          | 2,000     |
| Anadolu Efes                   | Estambul       | Sinan Erdem Dome                   | 16,000    |
| Bahçeşehir Koleji              | Estambul       | Caferağa Sports Hall               | 1,500     |
| Beşiktaş Sompo Japan           | Estambul       | BJK Akatlar Arena                  | 3,200     |
| Darüşşafaka                    | Estambul       | Volkswagen Arena Istanbul          | 5,000     |
| Arel Üniversitesi Büyükçekmece | Estambul       | Gazanfer Bilge Spor Salonu         | 3,000     |
| Fenerbahçe                     | Estambul       | Ülker Sports Arena                 | 13,800    |
| Yukatel Merkezefendi Basket    | Denizli        | Pamukkale University Arena         | 3,490     |
| Frutti Extra Bursaspor         | Bursa          | Tofaş Nilüfer Sports Hall          | 7,500     |
| Galatasaray Odeabank           | Estambul       | Sinan Erdem Dome                   | 16,000    |
| Gaziantep Basketbol            | Gaziantep      | Karataş Şahinbey Sport Hall        | 6,400     |
| Semt77 Yalovaspor              | Yalova         | Yalova 90. Yıl Spor Salonu         | 2,000     |
| Petkim Spor                    | İzmir          | Aliağa Belediyesi ENKA Spor Salonu | 3,000     |
| Pınar Karşıyaka                | İzmir          | Karşıyaka Arena                    | 5,000     |
| Tofaş                          | Bursa          | Tofaş Nilüfer Sports Hall          | 7,500     |
| Türk Telekom                   | Ankara         | Ankara Arena                       | 10,400    |

## Temporada regular

### Clasificación
Actualizado: 15 de mayo de 2022
| Pos. | Equipo                         | PJ | G  | P  | PF   | PC   | DP   | Pts | Clasificación o descenso |
| ---- | ------------------------------ | -- | -- | -- | ---- | ---- | ---- | --- | ------------------------ |
| 1    | Fenerbahçe Beko                | 30 | 24 | 6  | 2527 | 2209 | +318 | 54  | Acceso a playoffs        |
| 2    | Anadolu Efes                   | 30 | 23 | 7  | 2699 | 2405 | +294 | 53  | Acceso a playoffs        |
| 3    | Galatasaray Nef                | 30 | 20 | 10 | 2608 | 2387 | +221 | 50  | Acceso a playoffs        |
| 4    | Gaziantep Basketbol            | 30 | 19 | 11 | 2414 | 2276 | +138 | 49  | Acceso a playoffs        |
| 5    | Darüşşafaka Tekfen             | 30 | 19 | 11 | 2372 | 2218 | +154 | 49  | Acceso a playoffs        |
| 6    | Bahçeşehir Koleji              | 30 | 18 | 12 | 2592 | 2459 | +133 | 48  | Acceso a playoffs        |
| 7    | Pınar Karşıyaka                | 30 | 18 | 12 | 2403 | 2300 | +103 | 48  | Acceso a playoffs        |
| 8    | Frutti Extra Bursaspor         | 30 | 18 | 12 | 2519 | 2332 | +187 | 48  | Acceso a playoffs        |
| 9    | Tofaş                          | 30 | 16 | 14 | 2592 | 2450 | +142 | 46  |                          |
| 10   | Beşiktaş Icrypex               | 30 | 15 | 15 | 2306 | 2283 | +23  | 45  |                          |
| 11   | Türk Telekom                   | 30 | 12 | 18 | 2263 | 2313 | −50  | 42  |                          |
| 12   | Büyükçekmece Basketbol         | 30 | 10 | 20 | 2397 | 2592 | −195 | 40  |                          |
| 13   | Petkim Spor                    | 30 | 9  | 21 | 2336 | 2528 | −192 | 39  |                          |
| 14   | Yukatel Merkezefendi Basket    | 30 | 8  | 22 | 2307 | 2570 | −263 | 38  |                          |
| 15   | Semt77 Yalovaspor (R)          | 30 | 7  | 23 | 2245 | 2442 | −197 | 37  | Descenso a TBL           |
| 16   | HDI Sigorta Afyon Belediye (R) | 30 | 4  | 26 | 2105 | 2921 | −816 | 34  | Descenso a TBL           |

 Fuente: Basketbol Süper Ligi

### Resultados
| Local \ Visitante           | AEF    | BAH    | BJK   | BÇB    | DSK     | FEN   | BUR    | GAL   | GAZ    | AFY    | PET    | KSK    | YAL    | TOF    | TTA    | MEB    |
| --------------------------- | ------ | ------ | ----- | ------ | ------- | ----- | ------ | ----- | ------ | ------ | ------ | ------ | ------ | ------ | ------ | ------ |
| Anadolu Efes                | —      | 95–88  | 87–72 | 89–90  | 84–76   | 91–71 | 88–85  | 85–92 | 83–93  | 90–68  | 97–83  | 78–77  | 93–87  | 84–77  | 79–66  | 94–93  |
| Bahçeşehir Koleji           | 83–102 | —      | 86–77 | 87–91  | 82–73   | 78–79 | 101–80 | 94–88 | 82–74  | 105–77 | 94–69  | 104–99 | 102–79 | 73–84  | 69–86  | 101–95 |
| Beşiktaş Icrypex            | 55–101 | 82–69  | —     | 86–67  | 81–75   | 74–82 | 86–80  | 62–74 | 68–70  | 68–48  | 94–73  | 77–71  | 94–85  | 82–83  | 73–67  | 74–62  |
| Büyükçekmece Basketbol      | 71–96  | 81–95  | 93–87 | —      | 67–92   | 88–96 | 70–91  | 87–95 | 89–93  | 88–76  | 81–66  | 78–92  | 92–90  | 87–89  | 81–71  | 85–90  |
| Darüşşafaka Tekfen          | 85–81  | 68–66  | 76–73 | 86–69  | —       | 65–75 | 79–75  | 83–82 | 71–76  | 79–73  | 101–86 | 80–84  | 74–62  | 94–78  | 66–75  | 76–62  |
| Fenerbahçe Beko             | 90–68  | 84–73  | 90–81 | 90–65  | 61–79   | —     | 99–96  | 70–76 | 102–80 | 100–51 | 71–63  | 91–69  | 89–63  | 82–72  | 92–63  | 85–77  |
| Frutti Extra Bursaspor      | 79–83  | 80–78  | 73–76 | 85–83  | 83–81   | 84–73 | —      | 99–78 | 85–82  | 94–59  | 81–75  | 84–77  | 86–85  | 87–75  | 101–65 | 90–67  |
| Galatasaray Nef             | 91–103 | 78–85  | 90–73 | 98–78  | 101–107 | 76–86 | 99–84  | —     | 75–74  | 124–82 | 96–73  | 84–78  | 100–73 | 90–89  | 88–71  | 63–76  |
| Gaziantep Basketbol         | 78–69  | 69–76  | 82–77 | 80–72  | 69–71   | 70–86 | 67–75  | 74–66 | —      | 85–86  | 89–85  | 67–76  | 81–54  | 108–92 | 83–72  | 82–49  |
| HDI Sigorta Afyon Belediye  | 83–140 | 82–102 | 66–86 | 76–66  | 64–115  | 61–99 | 55–108 | 61–95 | 63–100 | —      | 91–70  | 67–94  | 73–106 | 57–115 | 61–80  | 92–83  |
| Petkim Spor                 | 82–92  | 79–70  | 87–80 | 72–74  | 57–76   | 95–90 | 70–68  | 81–95 | 80–84  | 109–87 | —      | 59–92  | 81–80  | 83–91  | 71–59  | 70–89  |
| Pınar Karşıyaka             | 78–73  | 90–81  | 67–79 | 70–78  | 79–82   | 74–72 | 76–62  | 73–67 | 84–76  | 90–76  | 91–79  | —      | 79–73  | 79–78  | 71–76  | 83–85  |
| Semt77 Yalovaspor           | 69–88  | 77–84  | 68–74 | 80–68  | 59–82   | 60–86 | 65–81  | 69–73 | 89–93  | 63–51  | 65–92  | 80–87  | —      | 77–79  | 72–68  | 82–76  |
| Tofaş                       | 94–107 | 78–96  | 81–80 | 98–87  | 81–65   | 78–82 | 83–90  | 77–88 | 70–89  | 145–55 | 97–83  | 69–71  | 75–66  | —      | 95–93  | 97–77  |
| Türk Telekom                | 84–99  | 74–75  | 54–64 | 86–62  | 59–46   | 63–72 | 83–82  | 67–97 | 65–66  | 135–85 | 75–70  | 72–71  | 68–80  | 72–74  | —      | 94–72  |
| Yukatel Merkezefendi Basket | 65–80  | 89–113 | 76–71 | 90–109 | 74–69   | 76–82 | 74–71  | 73–89 | 64–80  | 87–79  | 78–93  | 73–81  | 73–87  | 66–98  | 96–100 | —      |

## Playoffs

### Cuadro final
|  | Cuartos de final | Cuartos de final       | Cuartos de final |                 |   | Semifinales     | Semifinales | Semifinales |  |   | Finales         | Finales | Finales |  |
|  |                  |                        |                  |                 |   |                 |             |             |  |   |                 |         |         |  |
|  |                  |                        |                  |                 |   |                 |             |             |  |   |                 |         |         |  |
|  | 1                | Fenerbahçe Beko        | 2                |                 |   |                 |             |             |  |   |                 |         |         |  |
|  | 1                | Fenerbahçe Beko        | 2                |                 |   |                 |             |             |  |   |                 |         |         |  |
|  | 8                | Frutti Extra Bursaspor | 1                |                 |   |                 |             |             |  |   |                 |         |         |  |
|  | 8                | Frutti Extra Bursaspor | 1                |                 | 1 | Fenerbahçe Beko | 3           |             |  |   |                 |         |         |  |
|  |                  |                        |                  |                 | 1 | Fenerbahçe Beko | 3           |             |  |   |                 |         |         |  |
|  |                  |                        | 5                | Darüşşafaka     | 1 |                 |             |             |  |   |                 |         |         |  |
|  | 4                | Gaziantep Basketbol    | 5                | Darüşşafaka     | 1 | 1               |             |             |  |   |                 |         |         |  |
|  | 4                | Gaziantep Basketbol    |                  |                 |   |                 |             |             |  |   |                 |         |         |  |
|  | 5                | Darüşşafaka            | 2                |                 |   |                 |             |             |  |   |                 |         |         |  |
|  | 5                | Darüşşafaka            | 2                |                 |   |                 |             |             |  | 1 | Fenerbahçe Beko | 3       |         |  |
|  |                  |                        |                  |                 |   |                 |             |             |  | 1 | Fenerbahçe Beko | 3       |         |  |
|  |                  |                        | 2                | Anadolu Efes    | 1 |                 |             |             |  |   |                 |         |         |  |
|  | 2                | Anadolu Efes           | 2                | Anadolu Efes    | 1 | 2               |             |             |  |   |                 |         |         |  |
|  | 2                | Anadolu Efes           |                  |                 |   |                 |             |             |  |   |                 |         |         |  |
|  | 7                | Pınar Karşıyaka        | 1                |                 |   |                 |             |             |  |   |                 |         |         |  |
|  | 7                | Pınar Karşıyaka        | 1                |                 | 2 | Anadolu Efes    | 3           |             |  |   |                 |         |         |  |
|  |                  |                        |                  |                 | 2 | Anadolu Efes    | 3           |             |  |   |                 |         |         |  |
|  |                  |                        | 3                | Galatasaray Nef | 2 |                 |             |             |  |   |                 |         |         |  |
|  | 3                | Galatasaray Nef        | 3                | Galatasaray Nef | 2 | 2               |             |             |  |   |                 |         |         |  |
|  | 3                | Galatasaray Nef        |                  |                 |   |                 |             |             |  |   |                 |         |         |  |
|  | 6                | Bahçeşehir Koleji      | 0                |                 |   |                 |             |             |  |   |                 |         |         |  |
|  | 6                | Bahçeşehir Koleji      | 0                |                 |   |                 |             |             |  |   |                 |         |         |  |
|  |                  |                        |                  |                 |   |                 |             |             |  |   |                 |         |         |  |

### Cuartos de final
| Equipo 1            | Series | Equipo 2               | 1.er partido | 2.º partido | 3.er partido |
| ------------------- | ------ | ---------------------- | ------------ | ----------- | ------------ |
| Fenerbahçe Beko     | 1–1    | Frutti Extra Bursaspor | 100–87       | 77–97       | 93–81        |
| Anadolu Efes        | 1–1    | Pınar Karşıyaka        | 90–66        | 73–79       | 83–68        |
| Galatasaray Nef     | 2–0    | Bahçeşehir Koleji      | 91–76        | 98–94       | –            |
| Gaziantep Basketbol | 1–1    | Darüşşafaka            | 82–85        | 91–66       | 73–82        |

### Semifinales
| Equipo 1        | Series | Equipo 2        | 1.er partido | 2.º partido | 3.er partido | 4.º partido | 5.º partido |
| --------------- | ------ | --------------- | ------------ | ----------- | ------------ | ----------- | ----------- |
| Fenerbahçe Beko | 3–1    | Darüşşafaka     | 94–69        | 81–82       | 73–69        | 91–65       | –           |
| Anadolu Efes    | 3–2    | Galatasaray Nef | 70–105       | 91–77       | 71–64        | 81–86       | 104–77      |

### Finales
| Equipo 1        | Series | Equipo 2     | 1.er partido | 2.º partido | 3.er partido | 4.º partido | 5.º partido |
| --------------- | ------ | ------------ | ------------ | ----------- | ------------ | ----------- | ----------- |
| Fenerbahçe Beko | 3–1    | Anadolu Efes | 85–76        | 93–78       | 92–103       | 92-80       | -           |

## Estadísticas
| Pos | Jugador        | Equipo              | VAL   |
| --- | -------------- | ------------------- | ----- |
| 1   | Alpha Kaba     | Gaziantep Basketbol | 19.89 |
| 2   | Malcolm Thomas | Petkim Spor         | 19.67 |
| 3   | Vasilije Micić | Anadolu Efes        | 19.60 |
| 4   | Bonzie Colson  | Pınar Karşıyaka     | 19.36 |
| 5   | Jarmar Gulley  | Gaziantep Basketbol | 18.76 |

| Pos | Jugador         | Equipo                 | PPP   |
| --- | --------------- | ---------------------- | ----- |
| 1   | Allerik Freeman | Frutti Extra Bursaspor | 20.33 |
| 2   | Jarmar Gulley   | Gaziantep Basketbol    | 19.84 |
| 3   | Vasilije Micić  | Anadolu Efes           | 19.40 |
| 4   | Melo Trimble    | Galatasaray Nef        | 18.21 |
| 5   | QJ Peterson     | Gaziantep Basketbol    | 17.79 |

| Pos | Jugador         | Equipo                 | RPP   |
| --- | --------------- | ---------------------- | ----- |
| 1   | Alpha Kaba      | Gaziantep Basketbol    | 10.56 |
| 2   | Malcolm Thomas  | Petkim Spor            | 8.00  |
| 3   | Volodymyr Gerun | Büyükçekmece Basketbol | 7.88  |
| 4   | Dedric Lawson   | Beşiktaş Icrypex       | 7.63  |
| 5   | Evan Bruinsma   | Büyükçekmece Basketbol | 7.41  |

| Pos | Jugador         | Equipo                 | APP  |
| --- | --------------- | ---------------------- | ---- |
| 1   | Luka Rupnik     | Semt77 Yalovaspor      | 7.83 |
| 2   | Kenan Sipahi    | Beşiktaş Icrypex       | 7.65 |
| 3   | Dee Bost        | Galatasaray Nef        | 7.27 |
| 4   | Jordon Crawford | Büyükçekmece Basketbol | 6.62 |
| 5   | Alex Pérez      | Türk Telekom           | 6.52 |

Source: BSL Stats

## Galardones
Galardones oficiales de la Basketbol Süper Ligi 2021-22.

### Premios de temporada
| Galardón                    | Jugador    | Equipo              | Ref.  |
| --------------------------- | ---------- | ------------------- | ----- |
| MVP de la temporada regular | Alpha Kaba | Gaziantep Basketbol | [ 3 ] |
| MVP de las Finales          | Jan Veselý | Fenerbahçe Beko     |       |

#### MVP de la jornada
| Jornada | Jugador               | Equipo                                 | VAL | Ref.   |
| ------- | --------------------- | -------------------------------------- | --- | ------ |
| 1       | Ben Bentil            | Bahçeşehir Koleji                      | 28  | [ 4 ]  |
| 2       | Bonzie Colson         | Pınar Karşıyaka                        | 42  | [ 5 ]  |
| 3       | Gabriel Olaseni       | Darüşşafaka Tekfen                     | 27  | [ 6 ]  |
| 4       | Pako Cruz             | Tofaş                                  | 35  | [ 7 ]  |
| 5       | Justin Wright-Foreman | Petkim Spor                            | 31  | [ 8 ]  |
| 6       | Vasilije Micić        | Anadolu Efes                           | 42  | [ 9 ]  |
| 7       | Jordon Crawford       | Büyükçekmece Basketbol                 | 30  | [ 10 ] |
| 8       | Dedric Lawson         | Beşiktaş Icrypex                       | 34  | [ 11 ] |
| 9       | Allerik Freeman       | Frutti Extra Bursaspor                 | 28  | [ 12 ] |
| 10      | Jarmar Gulley         | Gaziantep Basketbol                    | 41  | [ 13 ] |
| 11      | Ahmet Düverioğlu      | Fenerbahçe Beko                        | 28  | [ 14 ] |
| 12      | Yiğitcan Saybir       | Anadolu Efes                           | 68  |        |
| 13      | Kerry Blackshear      | Galatasaray Nef                        | 32  |        |
| 14      | Onuralp Bitim         | Frutti Extra Bursaspor                 | 30  | [ 15 ] |
| 15      | Tomislav Zubčić       | Tofaş                                  | 29  |        |
| 16      | Kasey Shepherd        | Tofaş                                  | 26  |        |
| 17      | Yiğit Arslan          | Tofaş                                  | 34  |        |
| 18      | Alpha Kaba            | Gaziantep Basketbol                    | 34  | [ 16 ] |
| 19      | Vasilije Micić (2)    | Anadolu Efes                           | 26  |        |
| 20      | Egehan Arna           | Beşiktaş Icrypex                       | 38  | [ 17 ] |
| 21      | Onuralp Bitim (2)     | Frutti Extra Bursaspor                 | 32  |        |
| 22      | Eugene German         | Merkezefendi Belediyesi Denizli Basket | 35  | [ 18 ] |
| 24      | Bonzie Colson         | Pınar Karşıyaka                        | 32  | [ 19 ] |
| 25      | Sam Dekker            | Bahçeşehir Koleji                      | 35  |        |
| 26      | Aubrey Dawkins        | Türk Telekom                           | 35  | [ 20 ] |
| 27      | Nathan Boothe         | Darüşşafaka                            | 41  | [ 21 ] |
| 28      | Evan Bruinsma         | Büyükçekmece Basketbol                 | 38  | [ 22 ] |
| 29      | Kenan Sipahi          | Beşiktaş Icrypex                       | 32  | [ 23 ] |
| 30      | Sean Armand           | Petkim Spor                            | 37  | [ 24 ] |